# Emili Magne Arbori
Emili Magne Arbori (en llatí Aemilius Magnus Arborius) va ser un poeta i retòric romà nascut a Tolosa. Segurament formava part de la gens Emília.
Era oncle per línia materna d'Ausoni, que l'elogia en els seus escrits i diu que era amic dels germans de l'emperador Constantí el Gran, quan van viure a Tolosa. Després, Constantí el va cridar a Constantinoble per cuidar-se de l'educació d'un dels fills hereus.
Va ser autor d'un poema en noranta-dues línies en vers elegíac, titulat Ad Nympham nimis cultam, que conté moltes expressions extretes dels poetes antics. És una mostra de l'artificiositat de la poesia llatina de l'època.